# Irina Meszynski
Irina Meszynski (Berlino Est, 24 marzo 1962) è un'ex discobola tedesca.
Il suo personale è di 73,36 metri la posiziona al sesto posto nelle graduatorie mondiali di tutti i tempi e al quarto fra le lanciatrici tedesche dietro a Gabriele Reinsch, Ilke Wyludda, Diana Gansky.

## Doping
Caduto il blocco orientale vengono scoperti numerosi documenti che certificano la somministrazione di doping da parte della Germania Est a svariati atleti tra cui appare anche il nome di Irina Meszynski.

## Palmarès
| Anno | Manifestazione   | Sede      | Evento           | Risultato | Misura  | Note                  |
| ---- | ---------------- | --------- | ---------------- | --------- | ------- | --------------------- |
| 1979 | Europei juniores | Bydgoszcz | Lancio del disco | Oro       | 60,30 m | Record dei campionati |
| 1982 | Europei          | Atene     | Lancio del disco | 8ª        | 63,78 m |                       |
| 1986 | Europei          | Stoccarda | Lancio del disco | 4ª        | 65,20 m |                       |